# 야마다촌 (오카야마현 고지마군)
야마다촌(山田村)은 오카야마현 고지마군에 있던 촌이다. 현재의 다마노시의 일부에 해당한다.